# نظرية الخرزة
نظرية الخرزة هي فرضية دحضت أن الجينات مرتبة على الكروموسوم مثل الخرز على قلادة. اقترَحَ هذه النظرية لأول مرة توماس هانت مورغان بعد اكتشاف الجينات من خلال عمله مع تربية ذباب الفاكهة الأحمر والأبيض. وفقاً لهذه النظرية، يُتَعَرَّف على وجود الجين كوحدة للوراثة من خلال أليلاته الطافرة. يؤثر الأليل الطافر على حرف مظهري واحد، ويرسم إلى موضع كروموسوم واحد، ويعطي نمطاً ظاهرياً متحولاً عند إقرانه ويظهر نسبة مندلية عند تقاطعه. العديد من مبادئ نظرية الخرزة تستحق التأكيد: - 1. ينظر إلى الجين على أنه وحدة أساسية للبنية، غير قابلة للتجزئة عن طريق العبور. يحدث العبور بين الجينات (الخرزات في هذا النموذج) ولكن ليس داخلها أبداً. 2. ينظر إلى الجين على أنه الوحدة الأساسية للتغيير أو الطفرة. يتغير بالكامل من شكل أليل إلى آخر. لا توجد مكونات أصغر بداخله يمكن أن تتغير. 3. ينظر إلى الجين على أنه الوحدة الأساسية للوظيفة (على الرغم من أن الوظيفة الدقيقة للجين غير محددة في هذا النموذج). أجزاء من الجين، إذا كانت موجودة لا يمكن أن تعمل. واصل جويدو بونتيكورفو العمل تحت أساس هذه النظرية حتى أظهر سيمور بنزر في خمسينيات القرن العشرين أن نظرية الخرزة لم تكن صحيحة. لقد أثبت أنه يمكن تعريف الجين على أنه وحدة وظيفة. يمكن تقسيم الجين إلى مصفوفة خطية من المواقع القابلة للتغيير والتي يمكن إعادة اتحادها. من المعروف الآن أن أصغر وحدات الطفرة وإعادة التركيب مرتبطة بأزواج النيوكليوتيدات المفردة.